# Gregorios Taronites (Dux von Chaldia)
Gregorios Taronites (mittelgriechisch Γρηγόριος Ταρωνίτης; † nach 1107) war ein byzantinischer Militärbefehlshaber armenischer Abstammung, der 1103 in Trapezunt gegen Kaiser Alexios I. revoltierte.

## Leben
Gregorios Taronites war ein Neffe des Panhypersebastos Michael Taronites, der mit Maria Komnena, einer Schwester Kaiser Alexios’ I., verheiratet war. Von einigen Forschern (u. a. Karl Hopf, Claude Cahen) wurde er mit Gregorios Gabras identifiziert, einem Sohn des Theodoros Gabras, der das Thema Chaldia bis zu seinem Tod 1099 de facto unabhängig von Konstantinopel regiert hatte. Allerdings ist es unwahrscheinlich, dass Anna Komnena, deren Alexiade die Hauptquelle für diese Periode darstellt, diese beiden mit ihr verwandten Personen verwechselt oder vermengt hat.
Aus einer Folge von Briefen des Erzbischofs Theophylakt von Ohrid geht hervor, dass Gregorios  Taronites zunächst als Zivilbeamter auf dem Balkan gedient haben muss, bevor er um 1101/1103 in einer militärischen Mission nach Pontos entsandt wurde. Dort soll er sowohl über die Seldschuken als auch die Franken triumphiert haben, letzteres wahrscheinlich eine Anspielung auf seine Rolle bei der Auslösung Bohemunds von Antiochia, der seit der Niederlage in der Schlacht von Melitene (1100) vom Danischmenden-Emir Danischmend Ghazi drei Jahre lang in Neokaisareia festgehalten worden war.
Nach Konstantinopel zurückgekehrt, wurde Gregorios Taronites von Alexios I. zum Dux von Chaldia ernannt. Bei seiner Ankunft in Trapezunt entschloss er sich jedoch zur Revolte, nahm seinen Amtsvorgänger Dabatenos gefangen und ließ auch verschiedene Notabeln der Stadt inhaftieren. Alexios I. versuchte den Rebellen zunächst gütlich zum Einlenken zu bewegen, doch erwiderte dieser das Friedensangebot mit Schmähgedichten auf den Kaiser, dessen Familie und Hofstaat. Daraufhin sandte Alexios 1105 eine Armee gegen Gregorios aus, die von dessen Vetter Johannes Taronites kommandiert wurde. Der Rebell  marschierte mit seinen Truppen landeinwärts nach Koloneia, um die Danischmenden von Sebasteia für ein Kampfbündnis zu gewinnen, doch kam ihm Johannes zuvor und nahm ihn gefangen.
Dank Johannes’ Fürsprache entging Gregorios Taronites der für Hochverrat üblichen Strafe der Blendung. Alexios I. beließ es dabei, den Rebellen zu scheren und in einer Schandprozession in Konstantinopel vorzuführen, um ihn anschließend im Turm des Anemas am Blachernen-Palast einkerkern zu lassen. Nach einiger Zeit erreichte Nikephoros Bryennios bei seinem Schwiegervater die Begnadigung des mit ihm befreundeten Gregorios. 
Unsicher ist, ob Gregorios Taronites mit dem namensgleichen Protovestiarios identisch ist, der dieses hohe Ministeramt unter Alexios’ I. Sohn und Nachfolger Johannes II. bekleidete.